# Nick Robinson
Nicholas John „Nick“ Robinson (* 22. března 1995, Seattle, Washington, Spojené státy americké) je americký herec. K jeho nejvýznamnějším rolím patří Ryder Scanlon v seriálu Melissa a Joey. V roce 2013 si zahrál ve filmu Králové léta, roku 2015 získal roli ve filmu Jurský svět. V hlavních rolích se představil také ve snímcích Pátá vlna (2016), Všechno úplně všechno (2017) a Já, Simon (2018).

## Životopis
Narodil se v Seattlu ve státě Washington. Je nejstarší z pěti sourozenců, ale má dva starší nevlastní sourozence z předchozího vztahu jeho otce. V roce 2013 odmaturoval na Campbell Hall School.

## Kariéra
V 9 letech se připojil k místní dětské divadelní skupině nazvané "Broadwy Bound". V 11 letech zažil svůj herecký debut na pódiu ve Vánoční koledě od Charlese Dickense . V divadelních produkcích pokračoval po okolí Seattle, včetně Jako zabít ptáčka, Mame a A Thousand Clowns. V roce 2008 se setkal s Hollywoodským hledačem talentů Mattem Casellem. Ten ho doporučil pár agenturám a následně podepsal smlouvu s The Savage Agency v Los Angeles. Kvůli spisovatelské stávce se však vrátil s rodiči zpět do Washingtonu, kde pokračoval v divadelních produkcích.
V roce 2009 po jeho teprv druhém televizním konkurzu získal roli Rydera Scanlona v seriálu Melissa a Joey na stanici ABC Family.Seriál měl premiéru 17. srpna 2010 a stal se hitem. V roce 2011 si zahrál v originálním filmu Ne/přátelé na stanici Disney Channel, po boku Belly Thorne a Zendaye. Film měl premiéru 13. ledna 2012. V roce 2012 byl obsazen do hlavní role filmu Králové léta, který režíroval Jordan Vogt-Roberts. Film vypráví o teenagerech, kteří se na jedno léto rozhodnou přestěhovat do nedalekých lesů a zkusit si žít na vlastní pěst. Během léta 2012 se začal objevovat v reklamách pro Cox Communications.
V roce 2015 si zahrál ve filmu Jurský svět, po boku Tye Simpkinse a Bryce Dallas Howard. Snímek se stal druhým nejvýdělečnějším filmem roku 2015. Roli Bena Parisha si zahrál ve filmové adaptaci stejnojmenné novely Pátá vlna, která měl premiéru v roce 2013. Hlavní roli si zahrál v nezávislém filme Being Charlie, který měl premiéru na Torontském mezinárodním filmovém festivalu, do kin se dostal 6. května 2016. V březnu 2016 bylo oznámeno, že si zahraje v komediálním dramatu Krystal. V červenci 2016 bylo oznámeno, že si zahraje roli Ollyho ve filmové adaptaci stejnojmenné novely Všechno úplně všechno.

## Filmografie
| Rok  | Název                 | Role            | Poznámka            |
| ---- | --------------------- | --------------- | ------------------- |
| 2009 | CC 2010               | CC otec (mladý) |                     |
| 2010 | Displaced             | Dítě s ručníkem |                     |
| 2013 | Králové léta          | Joe Toy         |                     |
| 2015 | Jurský svět           | Zach            |                     |
| 2015 | Being Charlie         | Charlie Mills   |                     |
| 2015 | The Cav Kid           | Punker          | krátkometrážní film |
| 2016 | Pátá vlna             | Ben Parish      |                     |
| 2017 | Všechno úplně všechno | Olly Bright     |                     |
| 2017 | Krystal               | Taylor Ogburn   |                     |
| 2018 | Já, Simon             | Simon Spier     |                     |
| 2019 | Syn černého lidu      | Jan Erlone      |                     |
| 2019 | Strange But True      | Phillip Chase   |                     |
| 2020 | Stín v oblacích       | Stu Beckell     |                     |
| 2024 | Mladá dáma            | princ Henry     |                     |

| Rok       | Název                            | Role          | Poznámky                        |
| --------- | -------------------------------- | ------------- | ------------------------------- |
| 2010–2015 | Melissa a Joey                   | Ryder Scanlon | hlavní role, 89 dílů            |
| 2012      | Ne/Přátelé                       | Jake Logan    | TV Film, Disney Channel         |
| 2012      | Impérium – Mafie v Atlantic City | Rowlnad Smith | díl: „Kluk s modrým zvonkem“    |
| 2020–2021 | Já, Victor                       | Simon Spier   | také producent                  |
| 2020      | Učitelka                         | Eric Tull     | minisérie, hlavní role, 10 dílů |
| 2021      | Služka                           | Sean Boyd     | hlavní role                     |

| Rok  | Divadlo            | Název             | Role           |
| ---- | ------------------ | ----------------- | -------------- |
| 2006 | ACT Theatre        | Vánoční koleda    | turek          |
| 2007 | Intiman Playhouse  | Jako zabít ptáčka | Jem Finch      |
| 2008 | 5th Avenue Theatre | Mame              | Patrick Dennis |
| 2009 | Intiman Playhouse  | A Thousand Clowns | Nick Burns     |
| 2010 | Village Theatre    | Lost in Yonkers   | Arty           |
| 2019 | Shubert Theatre    | Jako zabít ptáčka | Jem Finch      |